# Clyde M. Reed
Clyde Martin Reed, född 9 oktober 1871 i Champaign County, Illinois, död 8 november 1949 i Parsons, Kansas, var en amerikansk republikansk politiker. Han var guvernör i delstaten Kansas 1929–1931. Han representerade Kansas i USA:s senat från 1939 fram till sin död.
Reed flyttade 1875 med sin familj till Labette County i Kansas. Han gifte sig 1891 med Minnie E. Hart. Paret fick tio barn. Reed var verksam som lärare, postarbetare och senare publicist.
I guvernörsvalet 1928 besegrade Reed demokraten Chauncey B. Little. År 1929 efterträdde han sedan Ben Paulen som guvernör och efterträddes 1931 av Harry Hines Woodring. Gerald Burton Winrod, en antisemitisk predikant, meddelade sin kandidatur i senatsvalet 1938. Många republikaner i Kansas blev oroade över Winrods kampanj och till sist fick man Reed att ställa upp i primärvalet för att förhindra nomineringen av Winrod som uppfattades dessutom som nazistvänlig. Reed besegrade Winrod i primärvalet. Hann vann sedan själva senatsvalet och efterträdde 1939 George McGill som senator. Han omvaldes 1944. Senator Reed avled 1949 i ämbetet och efterträddes av Harry Darby.
Reed var metodist. Han gravsattes på Oakwood Cemetery i Parsons.